# Afroarctia leopoldi
Afroarctia leopoldi là một loài bướm đêm thuộc phân họ Arctiinae, họ Erebidae.